# Вотсонтаун (Пенсільванія)
Вотсонтаун (англ. Watsontown) — місто (англ. borough) в США, в окрузі Нортамберленд штату Пенсільванія. Населення — 2237 осіб (2020).

## Географія
Вотсонтаун розташований за координатами 41°5′5″ пн. ш. 76°51′52″ зх. д. / 41.08472° пн. ш. 76.86444° зх. д. (41.084844, -76.864414).  За даними Бюро перепису населення США в 2010 році місто мало площу 2,32 км², з яких 1,75 км² — суходіл та 0,58 км² — водойми.

## Демографія
Згідно з переписом 2010 року, у селищі мешкала 2351 особа в 1019 домогосподарствах у складі 585 родин. Густота населення становила 1012 осіб/км².  Було 1108 помешкань (477/км²).
Расовий склад населення:
| - 97,0 % — білих - 0,8 % — азіатів - 0,6 % — чорних або афроамериканців - 0,3 % — корінних американців |

До двох чи більше рас належало 0,7 %. Частка іспаномовних становила 1,1 % від усіх жителів.
За віковим діапазоном населення розподілялося таким чином: 20,1 % — особи молодші 18 років, 59,9 % — особи у віці 18—64 років, 20,0 % — особи у віці 65 років та старші. Медіана віку мешканця становила 42,0 року. На 100 осіб жіночої статі у селищі припадало 90,2 чоловіків;  на 100 жінок у віці від 18 років та старших — 86,1 чоловіків також старших 18 років.
Середній дохід на одне домашнє господарство  становив 53 378 доларів США (медіана — 41 092), а середній дохід на одну сім'ю — 57 794 долари (медіана — 49 875). Медіана доходів становила 41 000 доларів для чоловіків та 28 750 доларів для жінок. За межею бідності перебувало 7,6 % осіб, у тому числі 5,5 % дітей у віці до 18 років та 7,7 % осіб у віці 65 років та старших.
Цивільне працевлаштоване населення становило 1121 особа. Основні галузі зайнятості: освіта, охорона здоров'я та соціальна допомога — 23,5 %, роздрібна торгівля — 13,7 %, виробництво — 12,3 %.